# Ğabdulla Tuqay
Ğabdulla Tuqay (tatar. Ğabdulla Möxämmätğärif ulı Tuqay, cyrylicą Габдулла Мөхәммәтгариф улы Тукай, w alfabecie arabskim عبدالله توقاي, ros. Габдулла Тукай, Габдулла Мухамедгари́фович Тукаев, wym. Gabdułłá Tukáj, Gabdułłá Muchamedgarífowicz Tukajew; ur. 1886, zm. 1913) – poeta tatarski, krytyk literacki, eseista, tłumacz. Twórczość Tuqaya ukształtowała współczesny język tatarski.

## Życiorys
Urodził się 14 kwietnia?/26 kwietnia 1886 1886 we wsi Quşlawıç (w transkrypcji rosyjskiej Kuszłaúcz) guberni kazańskiej, Imperium Rosyjskie. Urodził się w rodzinie mułły. Rodzice zmarli gdy był dzieckiem i wychowywali go obcy ludzie. Mieszkał w Kurtaju, a do 1907 w Uralsku. W 1907 roku przyjechał do Kazania i tu spędził resztę życia. Zmarł 2 (15) kwietnia 1913 roku. 